# Енгельберт Гампердінк
Енгельбе́рт Гамперді́нк або Енґельбе́рт Гамперді́нк  (англ. Engelbert Humperdinck; справжнє ім'я Арно́льд Джордж Дорсі́; нар. 2 травня 1936 року, Мадрас, Британська Індія) — британський естрадний співак. Представник Великої Британії на пісенному конкурсі Євробачення 2012 в Баку. У фіналі виконав композицію «Love Will Set You Free».